# Acrimony
Acrimony é uma banda de doom metal do Reino Unido. Lançando seu primeiro álbum em 1994, eles são considerados como os pioneiros do stoner rock no Reino Unido, e uma importante influência dentro do cenário. Embora que a banda nunca obteve um sucesso, durante sua carreira eles receberam muita crítica - eles foram nomeados pela Kerrang! para o prémio de Melhor Revelação e ganhou muitas avaliações. Acrimony ter mantido uma cultura seguindo o cenário britânico do metal, eles gravaram em muitas gravadoras e assim pdoedno dizer "fazendo coleções" delas próprias. Allmusic descreveu seu estilo de música como "típico stoner rock dos anos 90" que "combinado com os riffs de heavy metal do Black Sabbath, as excursões espaciais de rock do Hawkwind, e o retorno psicodélico de Blue Cheer com extrema doses de volume... particularmente remanescentes do desert metal do deus Kyuss."

## 2001 - presente
Desde sua separação em 2001, Stu O'Hara foi convidado a tocar guitarra no Iron Monkey antes de a banda ser dissolvida e Stu, guitarrista Dean Berry e baixista Doug Dalziel se reuniram com Chris Turner e Tony Sylvester para formar o Dukes Of Nothing. Ele foi envolvido na base do Black Eye Riot mais tarde com Lee e Dorian. Darren e Mead formaram o 9ine e Mead fez seu próprio projeto Yeti. Em 2008, Stu, Mead, Darren e Dorian teriam se reunido e escreveram algumas músicas, embora sejam completamente diferentes do que o Acrimony era. Eles são frequentemente chamados.

## Integrantes
- Dorian "Dexter" Walters – vocalista
- Stuart O'Hara – guitarrista
- Lee "Roy" Davies – guitarrista
- Paul "Mead" Bidmead – baixista
- Darren Ivey – baterista

## Discografia

### Álbuns
- Hymns To The Stone (1994)
- Tumuli Shroomaroom (1997)
- Bong On - Live Long! (2007)

### EPs e singles
- A Sombre Thought (1992)
- Solstice Sadness (1993)
- The Acid Elephant (1995)
- Motherslug (1996)
- Acrimony/Church of Misery (2003)

### Compilações
- 1996 – "Earthchild Inferno" em Dark Passages Volume II
- 1997 – "Bud Song" em Burn One Up
- 1998 – "Find The Path" em Stoned Revolution
- 1998 – "O Baby" em Peaceville X
- 1999 – "Tumuli Shroomaroom" em Rise 13: Magick Rock Volume 1
- 2001 – "Satellite 19" em 21st Century Media Blitz Volume II
- 2003 – "And The Story Ends" em Tales From The Underworld: A Tribute to Blind Guardian